# Metodo storico-critico
Per "metodo storico-critico" si intende l'insieme di principi e criteri, propri della filologia e dell'esegesi che si adopera per risalire all'originale forma e significato di un testo (esempio, biblico) che, eventualmente, si presenti nei diversi manoscritti in forme non uguali. Esso si appella a diverse scienze e spesso richiede la collaborazione di esperti di diverse discipline.
Il metodo, che vale certo per ogni testo letterario, è sorto come sussidio per arrivare a stabilire l'originale e il senso dei testi biblici a causa del grande interesse che la Bibbia desta quale fonte di fede religiosa o di norme di condotta, per i credenti, e originale prodotto della cultura umana. Per questo, quando si dice metodo storico critico subito si pensa a indagini intorno a questo libro.
Nel 1650 lo scrittore protestante Louis Cappel pubblica il volume Critica Sacra.
Fu Richard Simon (1638-1712), dopo aver introdotto in lingua francese e nel mondo dell'esegesi biblica la parola "critica", ad associare per la prima volta la critica alla storia. L'aggettivo "storico-critico" apparve poi, forse per la prima volta, nell'opera di Wilhelm Martin Leberecht de Wette Lehrbuch der historisch-kritischen Einleitung in die kanonischen und apokryphischen Bücher des Alten Testaments (Reimer, Berlino, 1817).

## Criteri principali
Per avvicinarsi al testo primitivo e cogliere il senso originale, gli esperti hanno escogitato una serie di modelli interpretativi che qui vengono elencati e sommariamente descritti basandosi su uno dei principali manuali di riferimento. dal quale sono presi anche gli esempi riportati.
- Criterio dell'imbarazzo (Edward Schillebeeckx) o della contraddizione (Benjamin Franklin Meyer)

difficilmente la Chiesa primitiva avrebbe concepito e messo per iscritto circostanze meno, anche solo apparentemente, onorevoli per i propri epigoni e le loro azioni. Esempio, il Battesimo di Gesù da parte di Giovanni Battista, potrebbe far pensare ad una certa sudditanza del primo rispetto al secondo; o il rinnegamento dell'apostolo Pietro, che non esalta certo il principale artefice della Chiesa;
- Criterio della discontinuità

ha relazione con informazioni che contrastano con il dichiarato scopo dell'autore. Esempio, difficilmente la Chiesa primitiva avrebbe inventato la proibizione del giuramento o il ripudio perché contrastano con le norme religiose e la pratica dell'epoca;
- Criterio dei molti testimoni

difficilmente un detto riportato da diversi autori in diverse circostanze può essere frutto di molteplice e indipendente aggiunta. Esempio, la nascita di Gesù in Betlemme (variamente affermato in Matteo, Luca e Giovanni) e il racconto della istituzione eucaristica dell'Ultima Cena (raccontata dai Vangeli sinottici e dalla 1Corinti);
- Criterio della coerenza

un detto o una circostanza sono tanto più storicamente verosimili quanto più essi sono confacenti con i dati preliminari. Esempio, la nascita di Cristo nell'occasione del censimento "su tutta la terra" (Luca 2,1) di Cesare Augusto circa gli ultimi anni del regno de Erode il Grande († 4 a.C.) è coerente con le informazioni del tempo che datano un censimento negli anni 8 a.C.
- Criterio del rifiuto

Gesù finisce, violentemente e conflittualmente, il suo ministero religioso poiché egli si mise contro la società e i capi religiosi del suo tempo. Questo criterio può essere considerato una variante del criterio della discontinuità;
- Criterio delle tracce aramaiche (Joachim Jeremias)

una frase o una parola che riecheggiano parole o strutture linguistiche aramaiche, cioè conformi al vissuto contenuto negli eventi raccontati, hanno più alto grado di probabilità di dato originale che non di personale elaborazione degli autori o di aggiunta posteriore. Esempio, i semitismi dello stile del Vangelo di Marco o i detti aramaici in esso contenuti;
- Criterio dell'ambiente palestinese

sostanzialmente simile a quello precedente e a quello della coerenza, esso afferma la storicità delle fonti che trasmettono usi e tradizioni sociali, giuridiche, economiche, commerciali, culturali della Palestina del primo secolo;
- Criterio della vivacità del racconto

la presenza di trascurabili dettagli nel racconto difficilmente possono provenire da, se si può dire, inutile intraprendenza di un aggiuntatore, ed è probabile che abbiano un fondamento storico;
- Criterio dell'amplificazione, specie nei sinottici (Rudolf Bultmann);

a volte, in antitesi e parzialmente contro il precedente, questo criterio suppone che nel prosieguo del tempo il racconto orale o scritto si sia precisato con particolari e amplificazioni, per cui il testo originale potrebbe essere stato più sobrio. Esempio, i molti ammalati risanati da Gesù secondo Marco 1,34 potrebbero essere diventati i tutti di Matteo Mt 8,16;
- Criterio della supposizione storica (John J. McEleney)

partendo dal principio che i racconti originali sono stati redatti da testimoni degli eventi, questo criterio afferma che ha l'onere della prova, per rifiutare una informazione da essi attestata, spetta al critico: in dubio pro tradito (nel dubbio prevale ciò che è stato tramandato). Questo criterio coincide con quello della falsificabilità, basilare nella scienza contemporanea: una teoria (basata sul sentire comune, su comuni ragionamenti o esperimenti) resta valida fino a quando viene ‘falsificata’ da una nuova ipotesi più fondata;

## Ulteriori criteri
Oltre questi, abbastanza comuni, vigono anche altri criteri provenienti dalla epistemologia e dalla logica, utili e necessari nell'esegesi. Eccone alcuni:
- Criterio del valore delle fonti

le informazioni e le ipotesi devono fondarsi su precisi dati storici e non essere senza fondamento o su ipotesi senza addentellati storici;
- Criterio della antichità delle fonti

più una fonte è antica, e quindi vicina agli eventi raccontati, più è verosimile che le informazioni siano fedeli e storicamente fondate, particolarmente quando sono in contrasto con fonti posteriori;
- Criterio della variante più difficile (lectio difficilior)

quando le fonti testuali presentano diverse varianti, relativamente ad un testo, si deve preferire la più difficile. Questo criterio in parte si sovrappone al criterio dell'imbarazzo. Esempio, in Marco 1,41 alcuni manoscritti riportano che Gesù si incollerì di fronte alla richiesta del lebbroso, mentre nella maggior parte dei codici si dice che "si commosse": difficilmente la seconda variante poté trasformarsi nella prima, mentre è verosimile il contrario;
- Criterio della variante più breve (lectio brevior)

questo criterio coincide con quello della amplificazione applicato alla pluralità delle fonti: è più verosimile, fra due testi in contrasto, che quello più ampio sia una amplificazione di quello più breve che non il contrario (il primo decurtazione del secondo);
- Criterio sinottico

quando fonti parallele descrivono persone o situazioni, può accadere, qualche volta, che sia possibile dedurre aspetti non emergenti da una fonte sola. Esempio, il Silvano citato nelle lettere di san Paolo e san Pietro sia la stessa persona, denominata ‘Silas’, degli Atti degli Apostoli: questo criterio allora arricchisce la parziale informazione dell'altra fonte;
- Criterio economico

si tratta dell'applicazione del cosiddetto Rasoio di Occam, di cui una formulazione recita entia non sunt multiplicanda sine necessitate (gli enti non sono da moltiplicare senza necessità). Come il criterio della falsificabilità, esso rappresenta uno dei fondamentali principi del sapere scientifico moderno: nella ricerca di nuove teorie esplicative gli scienziati devono mirare a modelli semplici e chiari rifiutando gli elementi inutili e senza fondamento... Praticamente, questo criterio dell'economia collima parzialmente con il criterio sinottico quando si tratta di persone con caratteristiche coincidenti;
- Argomento del silenzio (argumentum ex silentio)

dal punto di vista della logica questo criterio si presenta come tendenza all'errore quando si deduce da premesse inesistenti. Tuttavia, il giudizio dedotto dal silenzio può essere utile, nonostante la mancanza di certezza, quando è usato assieme ai criteri sinottico ed economico;

## Fasi del metodo
Il metodo storico-critico si compone delle seguenti fasi:
- critica testuale: a partire dalla testimonianza dei manoscritti più antichi di migliore qualità, dai papiri, dalle traduzioni antiche e dalle fonti patristiche Si cerca di risalire alla versione del testo biblico più vicino possibile a quella originale;
- analisi linguistica: si analizza la morfologia, la sintassi e la semantica mediante la filologia storica;
- critica letteraria o critica delle forme : osservando i doppioni e divergenze testuali inconciliabili, si verifica la coerenza interna dei testi, che vengono suddivisi in unità elementari più o meno grandi derivate da fonti diverse;
- critica delle tradizioni (traditiongeschichte): colloca i testi rispetto alle tradizioni orali che li hanno ispirati, studiando nell'evoluzione nel corso della storia;
- critica delle redazioni (redactiongeschichte): cerca di stabilire le modifiche apportate ai testi da parte del redattore della versione finale a noi pervenuta. Valuta il messaggio trasmesso dall'autore ai suoi contemporanei. È l'unica fase sincronica del metodo storico critico, vale a dire che valuta il testo in sé per sé così come c'è pervenuto e non in relazione alla sua evoluzione storica.

Il metodo storico-critico può essere completato da una critica storica che valuta la storicità dei testi. 

### Nella Chiesa cattolica
La pontificia commissione biblica indica anche degli altri metodi sincronici come l'analisi retorica, analisi semeiotica e l'analisi narrativa o narratologica. 
La Dei Verbum suggerisce di completare l'analisi tenendo conto dell'unità dell'intera Sacra Scrittura quale testo ispirato direttamente da Dio ai suoi vari autori; della viva Tradizione della Chiesa; dall'analogia della fede.

## Storia e atteggiamento delle chiese cristiane di fronte ai nuovi criteri nell'esegesi
I diversi principi del metodo storico-critico, fin dal 1700 furono pensati, esaminati e applicati principalmente dai protestanti, i quali, spronati dal principio della sola scriptura, si sentirono nella necessità di dedicarsi allo studio della formazione e interpretazione della Bibbia; furono anche sollecitati dalle ricerche, spesso confluenti nell'agnosticismo, degli ambienti illuministici. Per decenni, i risultati dell'applicazione del metodo storico-critico, nell'ambito della ricerca del Gesù storico,  furono sinonimo di banalizzazione e destoricizzazione della fede cristiana. 
Tutto ciò spinse la Chiesa cattolica a guardare con forte sospetto al nuovo metodo. Nel corso dell'Ottocento, l'uso del metodo storico-critico nell'interpretazione biblica venne apertamente condannato dalle encicliche Traditi Humilitati Nostrae di Papa Pio VIII (1829) e Quanta cura di Papa Pio IX (1864). Nel 1893, Papa Leone XIII promulgò l'enciclica Providentissimus Deus: essa sanzionò per la prima volta l'uso della critica storica per lo studio della Bibbia, mantenendo però saldo il principio dell'inerranza biblica.
La situazione precipitò con l'elezione di Papa Pio X: un fermo tradizionalista, egli vedeva nella critica biblica il segnale di una crescente tendenza modernista interna alla Chiesa, condannandola esplicitamente nel sillabo papale Lamentabili sane exitu e nell'enciclica Pascendi Dominici gregis. Le interpretazioni razionalistiche della Bibbia furono nuovamente condannate, sebbene in maniera più moderata, da Papa Benedetto XV nella sua enciclica Spiritus Paraclitus.
La crisi si concluse con la promulgazione nel 1943 dell'enciclica Divino afflante Spiritu, da parte di Papa Pio XII: 
Pio XII biasima gli abusi dei decenni precedenti, ma nel complesso elogia e raccomanda il livello di perfezione raggiunto dalla critica testuale.
Il 21 aprile 1964 la Commissione Biblica promulgò le Istruzioni sulla verità storica dei Vangeli che invitavano gli esegeti ad adottare il metodo storico-critico.
Il Concilio Vaticano II ha riaffermato che lo studio della Bibbia è l'anima della teologia e riferendosi al tema dei nuovi metodi di approccio alla Bibbia, dice esplicitamente nella Dei verbum (Parola di Dio):
 12. Poiché Dio nella sacra Scrittura ha parlato per mezzo di uomini alla maniera umana (22), l'interprete della sacra Scrittura, per capire bene ciò che egli ha voluto comunicarci, deve ricercare con attenzione che cosa gli agiografi abbiano veramente voluto dire e a Dio è piaciuto manifestare con le loro parole. Per ricavare l'intenzione degli agiografi, si deve tener conto fra l'altro anche dei generi letterari. La verità infatti viene diversamente proposta ed espressa in testi in vario modo storici, o profetici, o poetici, o anche in altri generi di espressione. È necessario adunque che l'interprete ricerchi il senso che l'agiografo in determinate circostanze, secondo la condizione del suo tempo e della sua cultura, per mezzo dei generi letterari allora in uso, intendeva esprimere ed ha di fatto espresso (23). Per comprendere infatti in maniera esatta ciò che l'autore sacro volle asserire nello scrivere, si deve far debita attenzione sia agli abituali e originali modi di sentire, di esprimersi e di raccontare vigenti ai tempi dell'agiografo, sia a quelli che nei vari luoghi erano allora in uso nei rapporti umani (24).
Nel rifiorire degli studi biblici secondo i nuovi metodi, che si dimostrò non essere incompatibili con quelli dei Padri della Chiesa, alcuni documenti della Pontificia Commissione biblica riassumono la situazione degli studi biblici sottolineando l'utilità potenziale del metodo storico-critico:
Si tratta di un metodo che, se utilizzato con rispetto della obiettività, per se stesso non implica alcun apriorismo- Se il suo uso è accompagnato da altre priorità, ciò non è addebitabile al metodo in se stesso, ma alle opzioni ermeneutiche che orientano l'interprete e che possono farsi tendenziose [...]. Lo scopo del metodo storico-critico è quello di illuminare, in maniera diacronica, sul significato espresso dagli autori e redattori. Con l'aiuto di altri metodi e degli approcci tradizionali, esso può aprire al moderno lettore l'accesso al testo biblico, che già possediamo.
(L'interpretazione della Bibbia nella Chiesa, 1993)
Per di più, il documento avanza una lista di metodologie proposte negli ultimi tempi: accesso retorico con analisi del racconto, accesso semeiotico, accesso canonico, accesso secondo le tradizioni giudaiche, accesso attraverso i risultati prodotti dal testo, accesso sociologico, accesso psicologico-psicanalitico, accesso della liberazione, accesso femminista ecc. E conclude con l'affermazione che lo stesso autore dei testi biblici richiede che, per comprenderli, si ricorra all'uso del metodo storico-critico, almeno nelle loro parti essenziali.
Un giudizio positivo verso il metodo storico-critico viene espresso anche da Benedetto XVI nella sua opera Gesù di Nazareth. Dal battesimo alla Trasfigurazione (2007). Avendo constatato che i risultati di questa critica sono nebulosi, e contraddittori fra loro e frutto della proiezione delle idee dei ricercatori, egli afferma: La storia del metodo storico – proprio per l'intrinseca natura della teologia e della fede - è e rimane una dimensione irrinunciabile del lavoro esegetico. (pagina 11 dell'edizione italiana); esso è una delle dimensioni fondamentali dell'esegesi, ma non esaurisce il compito dell'interpretazione per chi nei testi biblici vede l'unica "Sacra Scrittura" e la crede ispirata da Dio (pagina 12); Il metodo storico-critico dovrà necessariamente risalire all'origine dei singoli testi e quindi collocarli dapprima nel loro passato per poi completare questo viaggio a ritroso con un movimento in avanti seguendo la formazione delle unità del testo. (pagina13).